# Raimonds Laizāns
Raimonds Laizāns (en russe : Раймонд Лайзанс), né le 5 août 1964 à Riga en Lettonie, est un footballeur international letton, qui évoluait au poste de gardien de but.

## Biographie

### Carrière de joueur
Raimonds Laizāns dispute quatre matchs en Ligue des champions, et deux matchs en Coupe de l'UEFA avec le club du Skonto Riga.

### Carrière internationale
Raimonds Laizāns compte 31 sélections avec l'équipe de Lettonie entre 1992 et 1998. 
Il est convoqué pour la première fois par le sélectionneur national Jānis Gilis pour un match amical contre la Roumanie le 8 avril 1992 (défaite 2-0). Il reçoit sa dernière sélection le 10 novembre 1998 contre la Tunisie (défaite 3-0).

## Palmarès
Avec le Skonto Riga, il est champion de Lettonie en 1992, 1993, 1994, 1995, 1996 et 1997 et vainqueur de la coupe de Lettonie en 1992, 1995 et 1997.